# Airbus

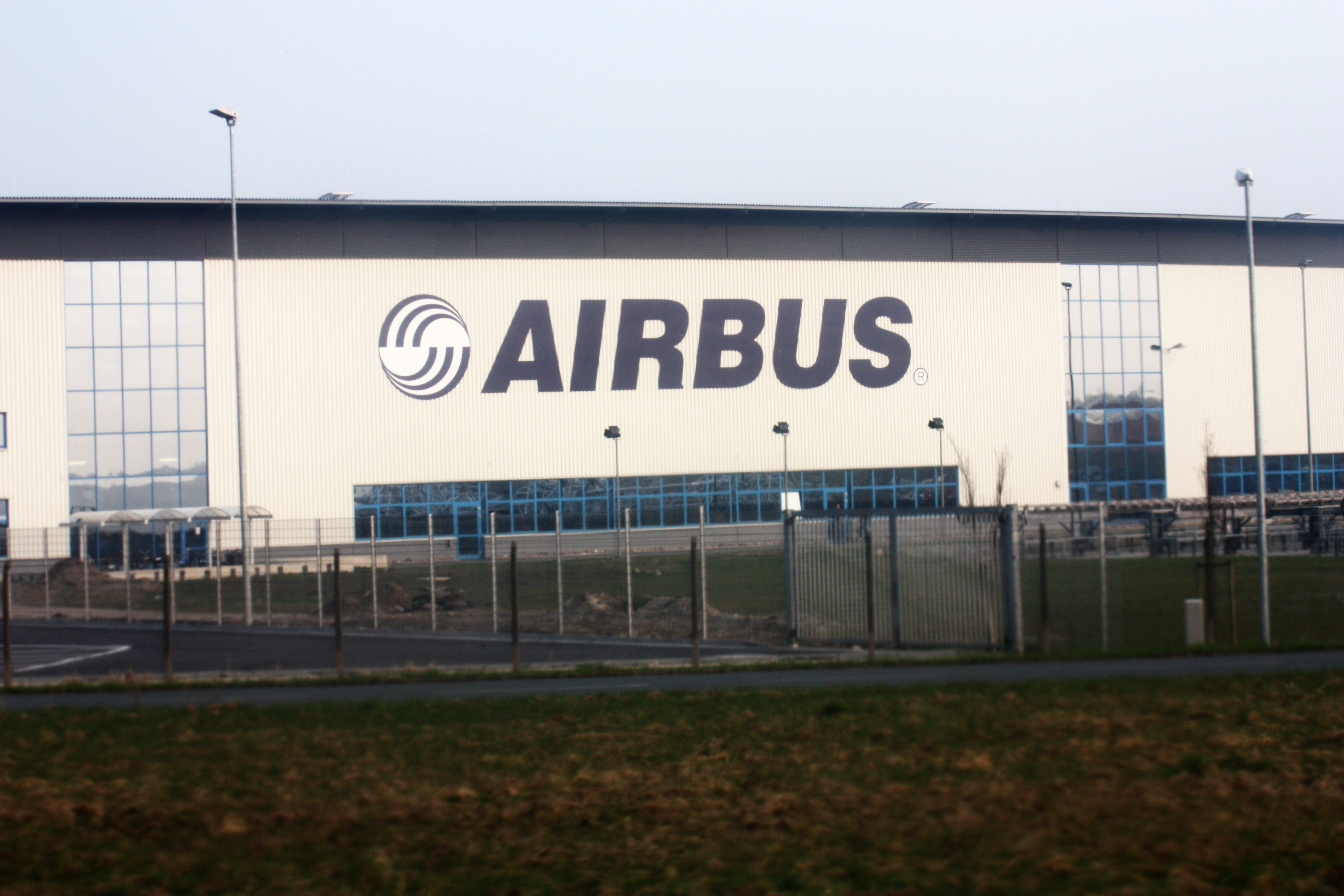
Het logo van de Airbus SAS op de fabriek in Bremen

een 330-200 Air Seychelles 2013

Airbus SAS, het voormalige Airbus Industrie, is een vliegtuigbouwer die in 1970 ontstond in een samenwerkingsverband tussen Aérospatiale (Frankrijk) en Deutsche Aerospace. Het Spaanse Construcciones Aeronáuticas (CASA) trad in 1971 tot het consortium toe. British Aerospace was tussen 1979 en 2006 ook deelnemer aan het consortium. Het doel van de samenwerking was om tegenwicht te kunnen bieden aan de Amerikaanse concurrenten. Airbus is een dochteronderneming van het Europese lucht- en ruimtevaartconcern Airbus Group en het bedrijf produceert ongeveer de helft van alle straalvliegtuigen op de wereld.

## Geschiedenis
Het eerste vliegtuig dat Airbus afleverde was een A300. 
Airbus introduceerde een reeks passagierstoestellen met het zogenaamde 'fly-by-wire'-systeem; de besturing van het vliegtuig wordt hiermee elektronisch in plaats van mechanisch geregeld. Deze modellen zijn de A320-familie, de A330 en de A340. Deze toestellen kenmerken zich vooral door de grote overeenkomst in het uiterlijk van de cockpit, wat het eenvoudig maakt om piloten om te scholen naar een ander Airbus-type.
In 2005 had Airbus het eerste prototype klaar van de A380, het grootste passagiersvliegtuig ter wereld. Dit toestel heeft een capaciteit van 555 passagiers (3 klassen) tot 853 passagiers (alleen economy class). Meerdere luchthavens hebben voor dit specifieke model hun start- en taxibanen en gates moeten aanpassen. Op Schiphol was de Polderbaan als eerste geschikt om de superjumbo te ontvangen. Later volgden ook andere banen op Schiphol. (Zie ook Lijst van de voor de A380 geschikte luchthavens.) Airbus heeft tijdens de ontwikkeling van de A380 minstens een jaar vertraging opgelopen wegens problemen met de elektrische bekabeling. Dit leidde tot een winstwaarschuwing voor EADS, het moederbedrijf van Airbus. De eerste A380 werd in oktober 2007 geleverd aan Singapore Airlines. 
In 1998 verkocht Airbus voor het eerst meer vliegtuigen dan de Amerikaanse concurrent Boeing.
Tot het jaar 2000 hielden Aerospatiale en Deutsche Aerospace ieder 38% in Airbus, British Aerospace 20% en CASA 4%. In dat jaar werd het vroeger losse consortium verder samengevoegd als European Aeronautic, Defence and Space Company (EADS), met uitzondering van British Aerospace. Airbus werd een zelfstandig bedrijf (Airbus SAS), gevestigd te Parijs. Airbus SAS is voor 100% eigendom van EADS. Voor de verkoop van zijn aandeel in Airbus in oktober 2006 was British Aerospace voor 20% eigenaar.
De hoofdvestiging van Airbus bevindt zich in Toulouse. Final Assembly, waarbij complete vliegtuigen de fabriek verlaten, vindt plaats in Toulouse, Hamburg, Sevilla en sinds 2009 ook in Tianjin. Verder worden onderdelen geproduceerd in St. Nazaire, Filton, Broughton, Bremen, Laupheim, Nordenham, Stade, Varel en Madrid.
De levering van het duizendste toestel vond plaats in 1993 en het duurde nog zes jaar tot men het tweeduizendste toestel kon afleveren. Op 14 december 2007 werd toestel 5000, een A330-200 geleverd en op 18 januari 2010 werd het 6000e toestel aan Emirates geleverd, een Airbus A380 met de registratie A6-EDH. Sinds 2005 levert Airbus meer dan 50% van de vliegtuigen met een capaciteit vanaf 100 passagiers.

## Modellen

### Airbus Commercial
- Airbus A220
- Airbus A300
- Airbus A300-600ST Beluga (niet voor verkoop)
- Airbus A310
- Airbus A320-familie (A318 / A319 / A320 / A321)
- Airbus A330
- Airbus A340
- Airbus A350
- Airbus A380

### Airbus Military
- Airbus A310 MRTT
- Airbus A330 MRTT
- Airbus A400M